# Делобель, Изабель
Изабе́ль Делобе́ль (фр. Isabelle Delobel; род. 17 июня 1978 года, Клермон-Ферран, Франция) — французская фигуристка, выступавшая в танцах на льду в паре с Оливье Шонфельдером. Они — шестикратные чемпионы Франции (в 2003—2008 гг.), вице-чемпионы мира среди юниоров 1996 года, чемпионы Европы 2007 года и чемпионы мира 2008 года.

## Карьера

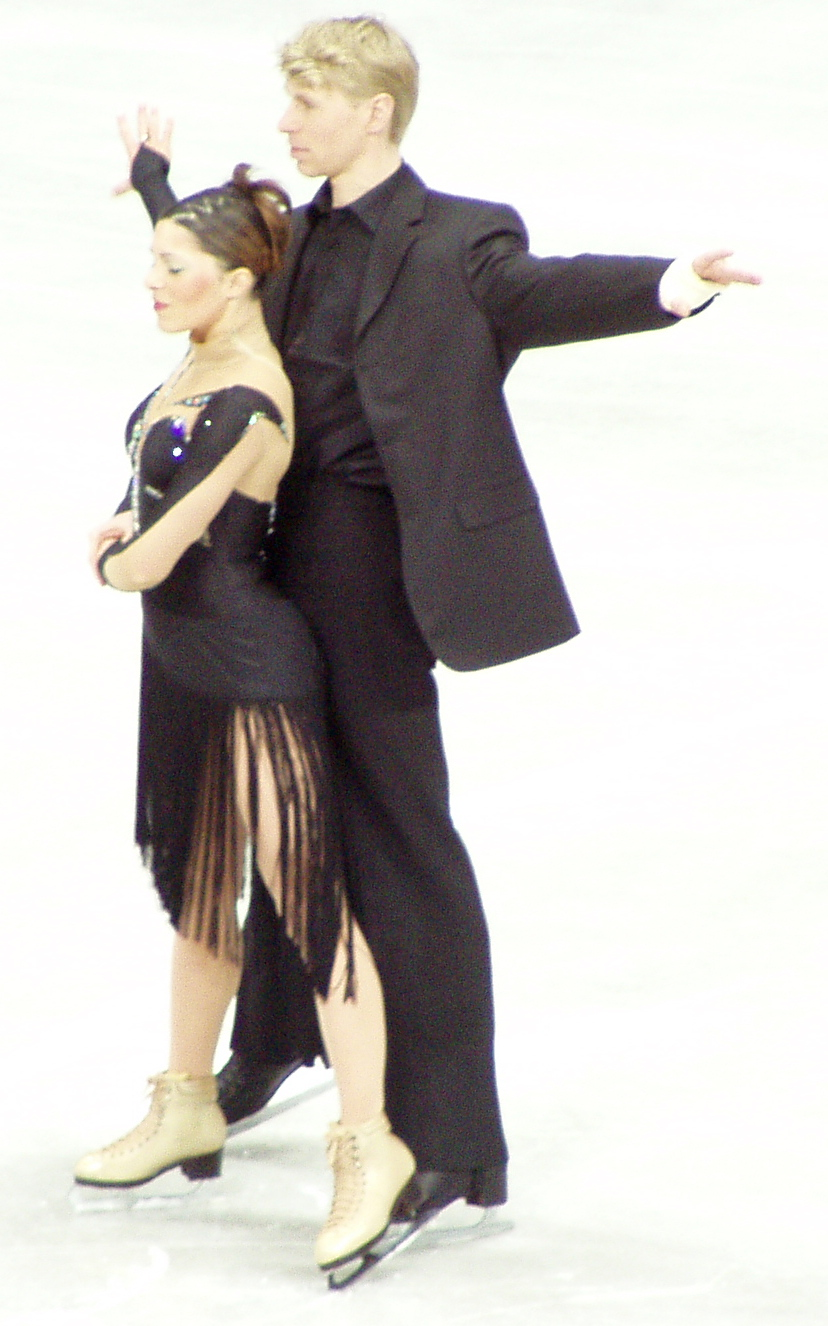
Изабель Делобель и Оливье Шонфельдер на чемпионате мира 2004 года.

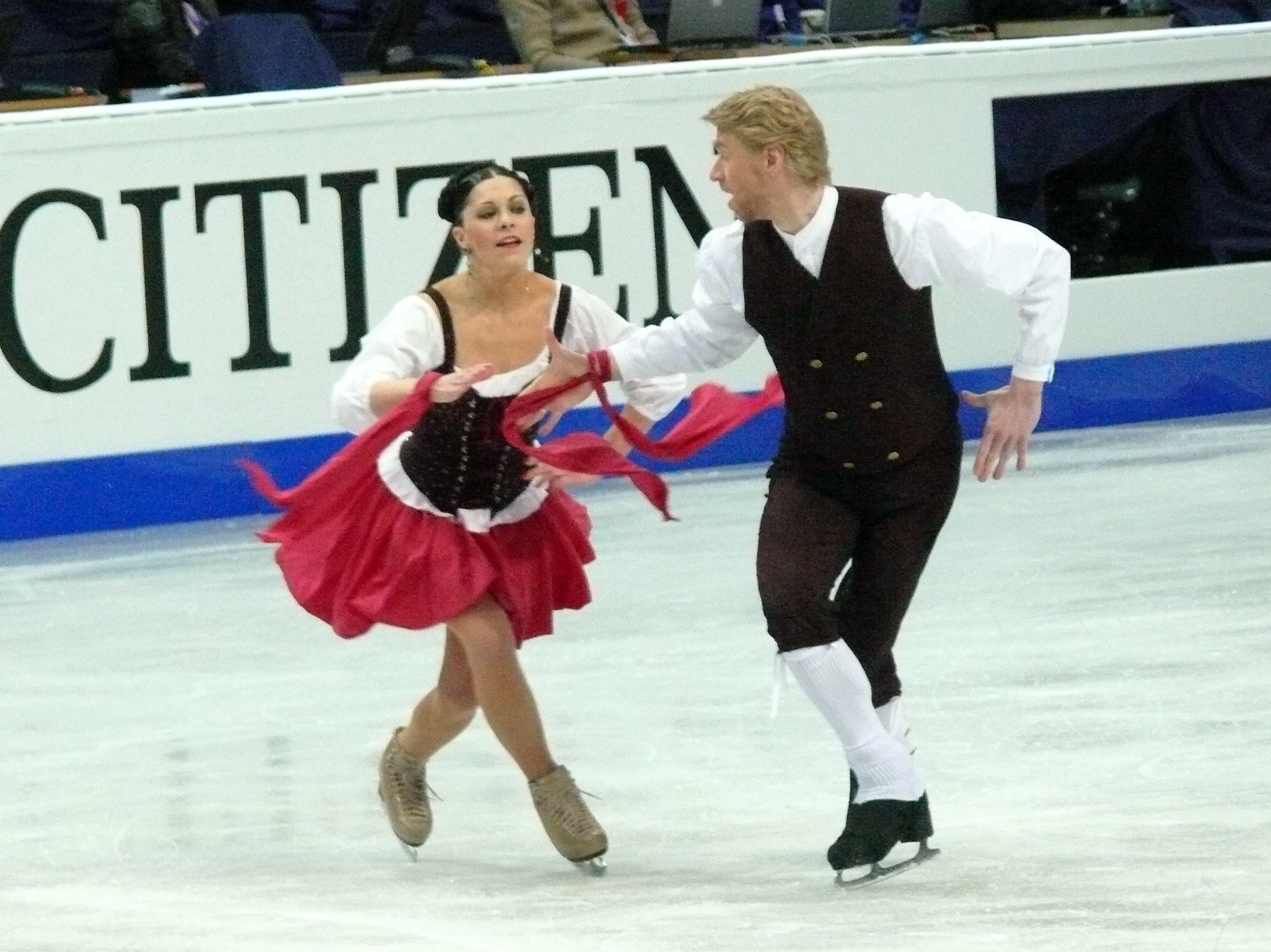
Оригинальный танец на чемпионате мира 2008 года (тема — фолк, кантри).

Изабель начала кататься на коньках в возрасте 6 лет. С Оливье Шонфельдером Изабель танцует в паре с 1994 года. Почти всю карьеру, с небольшими перерывами тренировались, в Лионе под руководством Мюриэль Зазуи.
Первом крупным успехом пары на международном уровне стала серебряная медаль чемпионата мира среди юниоров в 1996 году. Медалей взрослых международных соревновоний они добились лишь в 2005, став бронзовыми призёрами чемпионата Европы.
Делобель и Шонфельдер три раза принимали участие в Олимпиадах. В 2006 году в Турине они стали четвёртыми, несмотря на своё второе место в произвольной программе. Очень разочарованные, они приняли участие в чемпионате мира того же года в Калгари, где попали только на пятое место. Таким образом, несмотря на великолепную произвольную программу — «Карнавал в Венеции» — сезон 2005—2006 получился крайне неудачным.
Сезон 2006—2007 начался с пятой подряд победы на чемпионате Франции. Тема их произвольного танца этого сезона — «Бонни и Клайд». И наконец им покорилась вершина пьедестала чемпионата Европы, но на мировом первенстве они снова только четвёртые.
В 2008 году пара становится бронзовыми призёрами финала Гран-при, шестой раз чемпионами Франции, вторыми в Европе (уступив россиянам Домниной—Шабалину) и впервые после долгих лет работы они завоевали медаль чемпионата мира — сразу золото.

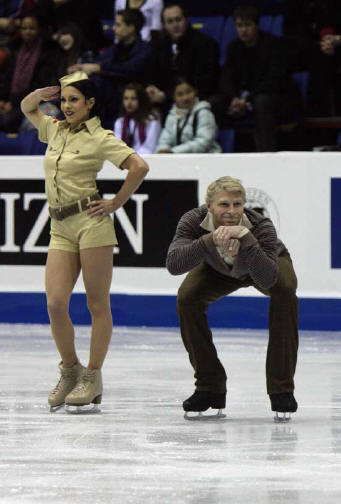
Оригинальный танец на финале Гран-при сезона 2008—2009 (тема — ритмы 20-х, 30-х, 40-х).

В сезоне 2008—2009 Изабель и Оливье выиграли финал Гран-при, впервые в карьере, а затем снялись с чемпионата Франции из-за травмы спины, которую Изабель получила на показательных выступлениях в Корее. Позже выяснилось, что Изабель потребуется операция, и поэтому пара снялась с чемпионата Европы 2009. При проведении операции были выявлены ещё некоторые проблемы, восстановление заняло больше времени, чем планировалось изначально, и спортсмены решили не участвовать и в чемпионате мира этого сезона.
В апреле 2009 года Изабель на состоявшейся пресс-конференции объявила, что в сентябре ожидает рождения ребёнка. Несмотря на это, пара решила не завершать карьеру и выступить на Олимпиаде в Ванкувере в феврале 2010 года. Кроме Олимпийских игр Делобель и Шонфельдер не участвовали ни в каких соревнованиях сезона 2009—2010, хотя первоначально ожидалось их участие в чемпионате Европы. На Играх пара заняла 6-е место. Их произвольная программа на музыку Жака Бреля «La quête» (рус. Поиск) была посвящена карьере паре в спорте . После этого они завершили любительскую спортивную карьеру.

## Семья
У Изабель есть сестра-близнец — Вероник Делобель. Она также является фигуристкой, выступала в танцах на льду на международном уровне: так, на турнире Skate America в 2000 году дуэт Вероник Делобель — Оливье Шапюи занял 8 место.
В июле 2009 года Изабель вышла замуж за Людовика Ру — бронзового призёра Олимпиады 1998 года в лыжном двоеборье (командная гонка). 1 октября 2009 года Делобель родила от него сына.

## Спортивные достижения

### после 2008 года
| Соревнование            | 2008—2009 | 2009—2010 |
| ----------------------- | --------- | --------- |
| Зимние Олимпийские игры |           | 6         |
| Финалы Гран-При         | 1         |           |
| Trophee Eric Bompard    | 1         |           |
| Skate America           | 1         |           |

### 2000—2008 годы
| Соревнование            | 2000—2001 | 2001—2002 | 2002—2003 | 2003—2004 | 2004—2005 | 2005—2006 | 2006—2007 | 2007—2008 |
| ----------------------- | --------- | --------- | --------- | --------- | --------- | --------- | --------- | --------- |
| Зимние Олимпийские игры |           | 16        |           |           |           | 4         |           |           |
| Чемпионаты мира         | 13        | 12        | 9         | 6         | 4         | 5         | 4         | 1         |
| Чемпионаты Европы       | 10        |           | 7         | 4         | 3         | 4         | 1         | 2         |
| Чемпионаты Франции      | 2         |           | 1         | 1         | 1         | 1         | 1         | 1         |
| Финалы Гран-При         |           |           |           | 5         | 6         | 6         | 4         | 3         |
| Trophee Eric Bompard    | 5         | 5         | 2         | 3         | 3         | 2         | 2         | 1         |
| Skate America           |           |           |           | 3         |           | 2         |           |           |
| NHK Trophy              |           |           | 4         |           | 3         |           |           | 1         |
| Cup of Russia           |           |           |           |           |           |           | 3         |           |
| Bofrost Cup on Ice      | 5         |           |           |           | 2         |           |           |           |
| Skate Canada            |           | 5         |           |           | 4         |           |           |           |
| Cup of China            |           |           |           | 3         |           |           |           |           |
| Мемориал Ондрея Непелы  |           |           |           |           |           |           |           | 1         |

### До 2000 года
| Соревнования                  | 1994—1995 | 1995—1996 | 1996—1997 | 1997—1998 | 1998—1999 | 1999—2000 |
| ----------------------------- | --------- | --------- | --------- | --------- | --------- | --------- |
| Чемпионаты мира               |           |           |           | 18        | 14        | 11        |
| Чемпионаты Европы             |           |           |           | 15th      | 12        | 9         |
| Чемпионаты мира среди юниоров | 4         | 2         |           |           |           |           |
| Чемпионаты Франции            | 3 J.      | 1 J.      | 4         | 4         | 3         | 2         |

J = Юниорский уровень